# SStB Franzdorf - Wippach
Az SStB  Franzdorf - Wippach egy Engerth-rendszerű, ún. támasztószerkocsis gőzmozdonysorozat volt az osztrák-magyar Südliche Staatsbahnnál (SStB).
Az SStB ezt a nyolc mozdonyt az Esslingeni Gépgyárban építtette. 1857-ben 341–342, 1858-ban 375–380 pályaszámokkal épültek és a „FRANZDORF”, „LOITSCH”, „SESSANA”, „OBERLAIBACH”, „VALUNA”, „TRAUERBURG”, „LAAS”, „WIPPACH” neveket kapták. Ezek az Engerth-féle szerkocsival csuklósan egybeépített mozdonyok az üzemben nem váltak be.
A sorozat mozdonyai az állami vasúttársaságok privatizációjával a Déli Vasúthoz kerültek, ahol előbb a 2 sorozatba, majd 1864-től egy részük a 9 sorozatba lettek beosztva. 1882-ig valamennyit selejtezték.

## Fordítás
Ez a szócikk részben vagy egészben  a   SStB – Cittanova bis Pottenstein című német Wikipédia-szócikk fordításán alapul.  Az eredeti cikk szerkesztőit annak laptörténete sorolja fel. Ez a jelzés csupán a megfogalmazás eredetét és a szerzői jogokat jelzi, nem szolgál a cikkben szereplő információk forrásmegjelöléseként. - Az eredeti szócikk forrásai szintén ott találhatóak.